# Энтазис

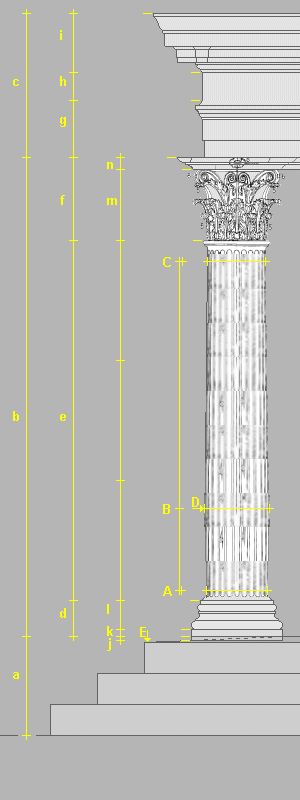
Энтазис коринфской колонны

Энта́зис (энтасис, от др.-греч. ἔντασις — напряжение) — плавное изменение диаметра сечения колонны, небольшое утолщение на одной трети высоты снизу, примерно на уровне роста человека. Разновидность курватуры. Применялся главным образом в дорическом ордере классической архитектуры для создания зрительного эффекта напряжённости и устранения иллюзии вогнутости ствола колонны (фуста). Издали энтазис придает колонне более пластичный вид и выражает как бы сопротивление тяжести антаблемента. Энтазис имеет только зрительное, пластическое значение. На самом деле он не несёт конструктивного смысла, поскольку с точки зрения сопротивления тяжести оптимальной является вогнутая форма колонны. Энтазис помимо функции зрительной коррекции восприятия является одним из основных художественных тропов, зримых метафор, используемых в классической ордерной архитектуре.